# Jordan (Minnesota)
Pour les articles homonymes, voir Jordan.
Jordan est une ville américaine située dans le Comté de Scott, dans le Minnesota. Selon le recensement de 2010, sa population est de 5 470 habitants.